# Abubakari Yakubu
Pour les articles homonymes, voir Yakubu.
Abubakari Yakubu (13 décembre 1981 - 31 octobre 2017) était un footballeur ghanéen, qui évoluait au poste de milieu défensif ou de défenseur.

## Biographie
En tant que milieu défensif ou défenseur, Abubakari Yakubu a été international ghanéen des moins de 17 ans et a été finaliste de la Coupe du monde de football des moins de 17 ans 1997 puis a été international ghanéen entre 2002 et 2006 à seize reprises, participant à la CAN 2006, éliminé au premier tour. Cependant, il a fait partie des joueurs ayant qualifié les Black Stars pour la Coupe du monde 2006, sans pour autant être sélectionné. 
Formé à Great Mariners puis à l'Ajax Amsterdam, Abubakari Yakubu a débuté à l'Ajax en 2000 et  remporte le Championnat des Pays-Bas 2001-2002 et 2003-2004, la coupe des Pays-Bas 2001-2002 et la supercoupe des Pays-Bas 2002. Cependant, il va être prêté au Vitesse Arnhem en 2004-2005 puis transféré pour quatre saisons, sans rien remporter avec ce club. En 2009, il fait un essai dans le club allemand du TSV 1860 Munich, sans réussir à signer.